# Mutilator
Mutilator fue una banda brasileña de thrash metal. Se formaron en la ciudad de Belo Horizonte en 1985. Formaron parte de la gran oleada de bandas de thrash metal brasileño de finales de los ochenta junto con Sepultura (banda), Sarcófago (banda), MX (banda) y otras. El vocalista Alexander "Magoo" fue invitado por los hermanos Cavalera para unirse a Sepultura (banda), pero el rechazó la oferta.
Después de dos demos, participaron en el split álbum "Warfare Noise" de Cogumelo Records junto con Sarcófago (banda), Chakal y Holocausto (banda). La banda se separó en 1989.
En el 2001 la banda se reunió, pero el mismo año Alexander "Magoo" murió en Inglaterra, probablemente de una sobredosis.Mutilator sigue siendo una banda de culto dentro de la escena brasileña.

## Discografía
- Bloodstorm - 1986 (Demo)
- Grave Desecration - 1986 (Demo)
- Warfare Noise I - 1986 (Split)
- Immortal Force – 1987 (Álbum)
- Into the Strange – 1988 (Álbum
- The Lost Tapes of Cogumelo – 1990 (Recopilación)
- Evil Conspiracy - Demos And Rehearsals 1986 – 2016 (Recopilación)
- Live At Lemmy´s Bar – 2021 (Álbum)